# 소토카와메촌
소토카와메촌(外川目村)은 이와테현 히에누키군에 설치되었던 촌이다. 현재의 하나마키시에 해당한다.